# 뤼슈튀 레치베르
뤼슈튀 레치베르(튀르키예어: Rüştü Reçber [ˈɾyʃty ˈɾetʃbeɾ][*], 1973년 5월 10일 ~ )는 튀르키예의 전직 축구 선수로, 포지션은 골키퍼였다.

## 경력

### 클럽
1991년 안탈리아스포르 소속으로 데뷔했으며 1994년 페네르바흐체로 이적했다. 2003년 스페인의 바르셀로나로 이적했지만 큰 활약을 보여주지 못했고 2004년 페네르바체로 임대 이적하면서 튀르키예 무대에 복귀하게 된다. 2006-07 시즌에서 팀의 쉬페르리그 우승에 공헌했지만 볼칸 데미렐에게 팀의 주전 골키퍼 자리를 내줄 수 밖에 없었고 결국 페네르바체와 라이벌 관계에 있는 팀인 베식타시로 이적하게 된다.

### 국가대표
1994년부터 2012년까지 120경기에 출전했으며, UEFA 유로 1996과 UEFA 유로 2000, 2002년 FIFA 월드컵과 2003년 FIFA 컨페더레이션스컵, UEFA 유로 2008 등 여러 국제대회에 참가했다. 2002년 FIFA 월드컵에서 튀르키예가 3위를 이끌었으며 UEFA 유로 2008에서는 조별 예선에서 받은 레드 카드 때문에 출전할 수 없게 된 볼칸 데미렐 골키퍼를 대신해서 출전한 크로아티아와의 8강전 경기에서 뛰어난 선방 능력을 보여주면서 튀르키예의 사상 첫 4강 진출을 이끌었다. 그리고 독일과의 준결승전에서는 부상으로 하차한 니하트 카흐베지를 대신해 주장으로 출전했다. 2012년 5월 26일에 열린 핀란드와의 경기를 끝으로 대표팀에서 은퇴했다.
2002년 유럽 축구 연맹 (UEFA)이 선정한 UEFA 올해의 팀에서 골키퍼로 선정되었으며 같은 해 IFFHS가 선정한 올해의 골키퍼 3위에 올랐다. 2004년 3월 펠레가 선정한 현존하는 최고의 축구 선수 목록인 FIFA 100에 선정되었다.

## 수상
페네르바체
- 쉬페르리그 4회 우승 (1996, 2001, 2005, 2007)
- 아타튀르크 컵 1회 우승 (1998)

 베식타스
- 쉬페르리그 1회 우승 (2009)
- 터키 컵 2회 우승 (2009, 2011)

 튀르키예
- 2002년 FIFA 월드컵 3위
- 2003년 FIFA 컨페더레이션스컵 3위
- UEFA 유로 2008 4강

개인
- 2002년 FIFA 월드컵 올스타 팀
- 2002년 UEFA 선정 올해의 팀
- 2002년 IFFHS 선정 올해의 골키퍼 3위
- 2004년 FIFA 100

## 같이 보기
- A매치 100경기 이상 출전한 축구 선수 명단